# Thank You, Love
Thank You, Love (stilisiert als „Thank you, Love“) ist das dritte Studioalbum der japanischen Sängerin Kana Nishino. Es wurde am 22. Juni 2011 in Japan veröffentlicht und debütierte in der ersten Woche auf Platz 1 mit 178.006 verkauften Einheiten in den Oricon-Charts in Japan.

## Hintergrund
Nach ihrem enormen Erfolg mit dem Studioalbum „To Love“, das sich fast 750.000-mal in Japan verkaufen konnte und über die Hit-Singles „Motto...“ (もっと…), „Best Friend“ und „Aitakute Aitakute“ (会いたくて 会いたくて), die sich millionenfach legal herunterladen ließen, setzte Nishino ihren Kurs fort und veröffentlichte weitere Hit-Singles wie „If“ und „Kimitte“ (君って), die an die Erfolge der vorangegangenen Singles knüpfen konnten. Die Single „If“ wurde für den Anime Naruto Shippuden the Movie: The Lost Tower als Titellied verwendet, während „Kimitte“ als Titellied für das Dorama Freeter, Ie o Kau. (フリーター、家を買う。) Verwendung fand. „Kimitte“ ist zudem ihre meistverkaufte CD-Single. Es folgten zwei weitere erfolgreiche Singles „Distance“ und „Esperanza“, bevor schließlich das Studioalbum „Thank You, Love“ im Juni 2011 veröffentlicht wurde. Neben den vier bereits veröffentlichten Singles, verfügt das Studioalbum über einer bereits veröffentlichten B-Seite „I’ll Be There“, zwei Übergängen (ein Intro und ein Outro) und sieben für das Studioalbum aufgenommenen Titeln, woraus das Lied „Alright“ als Promo-Single mit einem Musikvideo veröffentlicht wurde. Mit der wöchentlichen Höchstplatzierung und fast 400.000 verkauften CDs, war es das 15. meistverkaufte Studioalbum in Japan für das Jahr 2011.

## Details zum Album
Neben der regulären CD-Version wurde eine CD+DVD-Version veröffentlicht, die die Musikvideos der Singleauskopplungen „If“, „Kimitte“, „Distance“, „Esperanza“ mit den jeweiligen Making-ofs beinhaltet. Für mehr als 500.000 verschiffte Einheiten, wurde das Album von der RIAJ mit Doppel-Platin ausgezeichnet.

## Titelliste

### CD
Katalognummer: SECL-982 (Reguläre CD-Version)
| #   | Titel                       | Übersetzung                   | Text                          | Komposition                                 | Arrangement                             | Länge |
| --- | --------------------------- | ----------------------------- | ----------------------------- | ------------------------------------------- | --------------------------------------- | ----- |
| 1.  | "Prologue": "Sunrise"       | "Prolog": Sonnenaufgang       | Kana Nishino                  | DJ Mass, Kyoko Osako, Hiroshi Yoshida       | Vivid Neon, Kyoko Osako                 | 1:46  |
| 2.  | Esperanza                   | Hoffnung                      | Kana Nishino                  | DJ Mass, Toshihiro Takita, Hiroshi Yoshida  | Vivid Neon, Toshihiro Takita            | 5:23  |
| 3.  | Clap Clap!!                 | Klatschen, klatschen!!        | Kana Nishino, DJ Mass         | DJ Mass, Kyoko Osako, Hiroshi Yoshida       | Vivid Neon, Hiroshi Yoshida             | 3:32  |
| 4.  | Together                    | Zusammen                      | Kana Nishino                  | Shinquo Ogura                               | Vivid Neon, Kyoko Osako, Tomoyuki Ogawa | 5:14  |
| 5.  | Distance                    | Distanz                       | Kana Nishino                  | Mats Lie Skare, Fast Lane                   |                                         | 3:46  |
| 6.  | I’ll Be There               | Ich werde da sein             | Kana Nishino                  | Jonathan Rotem, Lolene Everett, Nasri Atweh | J.R.Rotem                               | 3:43  |
| 7.  | Flower                      | Blume                         | Kana Nishino Saeki YouthK     | Saeki YouthK                                | Kotaro Egami                            | 5:52  |
| 8.  | Every Boy Every Girl        | Jeder Junge, jedes Mädchen    | Kana Nishino, DJ Mass, Hiro:n | DJ Mass, Toshihiro Takita, Hiro:n           | Vivid Neon                              | 4:16  |
| 9.  | Where Are You?              | Wo bist du?                   | Kana Nishino                  | Sky Beatz, Fast Lane, Lisa Desmond          |                                         | 3:17  |
| 10. | If                          | Wenn                          | Kana Nishino, Giorgio 13      | Giorgio Cancemi                             | Giorgio Cancemi, Toko                   | 4:40  |
| 11. | Alright                     | Alles klar                    | Kana Nishino                  | Yuichi Hayashida                            | Yuichi Hayashida                        | 5:01  |
| 12. | Kimitte 君って              | Du                            | Kana Nishino                  | Saeki YouthK                                | Kotaro Egami                            | 5:27  |
| 13. | Wishing                     | Wünschen                      | Kana Nishino                  | Yuichi Hayashida, Hiroshi Yoshida           | Yuichi Hayashida                        | 4:42  |
| 14. | Epilogue: "Thank You, Love" | Epilog: "Danke dir, Liebling" |                               | DJ Mass, Kyoko Osako, Hiroshi Yoshida       | Vivid Neon, Kyoko Osako                 | 1:12  |

### DVD (Kana Nishino Video Clips 3)
Katalognummer: SECL-980/81 (Limitierte CD+DVD-Version)
| #  | Titel     | Anmerkung         |
| -- | --------- | ----------------- |
| 1. | If        | Video Clip        |
| 2. | If        | Video Clip Making |
| 3. | Kimitte   | Video Clip        |
| 4. | Kimitte   | Video Clip Making |
| 5. | Distance  | Video Clip        |
| 6. | Distance  | Video Clip Making |
| 7. | Esperanza | Video Clip        |
| 8. | Esperanza | Video Clip Making |

## Verkaufszahlen und Charts-Platzierungen

### Charts
| Charts                               | Positionen |
| ------------------------------------ | ---------- |
| Tägliche Oricon Album-Charts         | 1          |
| Wöchentliche Oricon Album-Charts     | 1          |
| Jährliche Oricon Album-Charts (2011) | 15         |

### Verkäufe
| Charts              | Erste Woche | Insgesamt | Charts-Aufenthalt |
| ------------------- | ----------- | --------- | ----------------- |
| Oricon Album-Charts | 178.006     | 379.376   | 69 Wochen         |